# Michael Form
Michael Form (* 1967 in Mainz) ist ein deutscher Blockflötist, Dirigent und Hochschullehrer.

## Leben
Nach dem Instrumentalstudium „Blockflöte“ an der Hochschule für Musik Köln führte er seine Studien am Rotterdamer Konservatorium fort und spezialisierte sich danach an der Schola Cantorum Basiliensis (Basel/Schweiz) auf Musik des Mittelalters und der Renaissance. Er erhielt mehrere Stipendien und wurde bei Wettbewerben wie dem Internationalen Musikwettbewerb der ARD (München), dem Concours de musique contemporaine ICARE 88 (Paris) und dem Concours Musica Antiqua (Brügge) ausgezeichnet. Als Blockflötenspieler trat er solistisch bei europäischen Festivals auf: Schleswig-Holstein Musik Festival, Rheingau Musik Festival, Händel-Festspielen Halle und Karlsruhe, Mosel Musikfestival, Villa Musica Mainz, Festival Oude Muziek Utrecht (Holland), Festival van Vlaanderen und Laus Polyphonie auf Antwerpen (Belgien), Les Museiques Basel, Lucerne Festival, Freunde Alter Musik Basel (Schweiz), Festwochen der Alten Musik Innsbruck (Österreich), Brixner Initiative Musik und Kirche, Musica e Poesia a San Maurizio Milano (Italien), Automne Musical au Château de Versailles, Festival de Musique de la Chaise-Dieu, Festival Barock de Pontoise, Rencontres de Musique Medievale de Thoronet, Bach à Silvacane, La Roque d'Antheron, Theatre de la Ville, Paris, Bibliothèque Nationale de France, Paris, Opé National de Bordeaux (Frankreich), Fundação Calouste Gulbenkian (Lissabon), Concentus Moraviae (Tschechische Republik).
Seine CD-Einspielungen für Raumklang Musikproduktion, Alpha, Edition Ambronay, PanClassics haben mehrere Preise gewonnen (u. a. Diapason d'Or und Choc du Monde de la Musique). Das Album BACH REMIXED erhielt den Diapason d'Or in Frankreich. Deutsche Radiosender haben seine Live-Konzerte aufgezeichnet.
Seit seinem 21. Lebensjahr ist der Blockflötist Michael Form auch als Hochschullehrer tätig, seit 2003 als Professor an der Hochschule der Künste Bern (Schweiz). Er gab Meisterkurse in Deutschland, Österreich, Bulgarien, Frankreich, Spanien, Italien.
Für das Fach „Dirigieren“ wurde der rumänische Dirigent Sergiu Celibidache einer seiner wichtigsten Lehrer, und so startete Michael Form im Jahr 2002 eine zweite Karriere als Opern- und Orchesterdirigent, wobei er der historischen Aufführungspraxis verpflichtet ist. Als Dirigent bewegt er sich zudem zwischen den Epochen und verfügt über ein Repertoire, das von der Musik des Spätmittelalters bis ins 21. Jahrhundert reicht: So hat er sich einem internationalen Konzertpublikum auch mit Uraufführungen von Orchesterwerken der zeitgenössischen Komponisten Klaus Lang und Margarete Sorg-Rose, Fernando Javier Carmona Arana und José Ortega präsentiert. Epochen übergreifende Konzertprogramme sind seine Spezialität.
Seit 2004 dirigiert er Barock- und moderne Sinfonieorchester und professionelle Chöre weltweit. Er leitete das Barockorchester der Schola Cantorum Basiliensis und wurde zum Dirigenten des Orchesters der FIMA Urbino, einem Festival für Alte Musik in Italien, ernannt. Er leitete ebenfalls das Ensemble Barock du Léman, das Luzerner Sinfonieorchester, die Niedersächsische Staatsphilharmonie Hannover und das Folkwang Kammerorchester Essen. Zudem gründete er die Ensembles Les Flamboyants und Aux Pieds du Roy mit dem Schwerpunkt Renaissance und Barock sowie das Orchestre Atlante (spätbarockes und klassisches Symphonie-Repertoire). Er ist zudem Mitbegründer, künstlerischer und musikalischer Leiter des Humboldt-Orchesters („Orquesta Humboldt“/OH), das sich der Interpretation eines breiten symphonischen Repertoires vom Barock bis zur zeitgenössischen Musik widmet.
Seine umfangreichen Opern-Aufführungen (ca. 160) in Europa und Amerika mit Werken von Rameau, Händel, Vivaldi, de' Cavalieri wurden auch von der internationalen Fachpresse gewürdigt. Als Gastdirigent wurde er u. a. von der Staatskapelle Dresden eingeladen, und seit 2018 ist Michael Form permanenter Gast-Dirigent bei El Sistema (Venezuela). Der Künstler lebt seit vielen Jahren in Granada (Spanien).